# Тюссак, Франсуа Ришар де
Франсуа Ришар де Тюссак (фр. François Richard de Tussac; 1751—1837) — французский ботаник.

## Биография
Франсуа Ришар де Тюссак родился в 1751 году в Пуату. Активно путешествовал по французским колониям, изучал их флору. В 1786 году он отправился на Мартинику, до 1802 года жил на Гаити, был куратором местного ботанического сада. В 1802 году Франсуа некоторое время изучал флору Ямайки, в конце года вернулся во Францию. В 1816 году Тюссак сменил Томаса Бастара в должности директора Ботанического сада Анже. В 1826 году его зять, ботаник Никез Огюстен Дево сменил его в этой должности. Франсуа Ришар де Тюссак умер около 1837 года.
Основная часть гербарных образцов, собранных Тюссаком, хранится в Парижском музее естествознания (P). Около 2000 рисунков растений Мартиники, сделанных Тюссаком, были сожжены 5 февраля 1802 года во время войны за независимость Гаити. Рукописи и гербарные образцы, вероятно, уцелели, однако об их местонахождении ничего не известно.

## Некоторые научные работы
- Tussac, F.R. de (1808—1828). Flore des Antilles. 4 vols.

## Роды, названные в честь Ф. Р. де Тюссака
- Tussaca Raf., 1814 [syn.  Goodyera R.Br., 1813]
- Tussacia Willd. ex Schult. & Schult.f., 1829 [syn.  Evolvulus L., 1762]
- Tussacia Benth., 1846, nom. illeg. [syn.  Chrysothemis Decne., 1849]